# Atletica leggera ai Giochi della IX Olimpiade - Staffetta 4×400 metri
La competizione della staffetta 4×400 metri maschile di atletica leggera ai Giochi della IX Olimpiade si tenne i giorni 4 e 5 agosto 1928 allo Stadio Olimpico di Amsterdam.

## L'eccellenza mondiale
| Record mondiale e olimpico: 1924   | 3'16”0 | Stati Uniti | Presenti |
| Migliore prestazione europea: 1924 | 3'17”0 | Svezia      | Presente |

## Batterie
Si disputarono il giorno 4 agosto. Le prime due squadre si qualificarono per la finale
| Pos. | Nazione     | Atleti                                                                 | Tempo  |
| ---- | ----------- | ---------------------------------------------------------------------- | ------ |
| 1    | Stati Uniti | George Baird Emerson Spencer Fred Alderman Ray Barbuti                 | 3'21"4 |
| 2    | Canada      | Alex Wilson Phil Edwards Stan Glover James Ball                        | 3'22"0 |
| 3    | Ungheria    | Mór Gerő László Magdics László Barsi Antal Odri                        | 3'23"2 |
| 4    | Polonia     | Feliks Malanowski Zygmunt Weiss Stefan Kostrzewski Klemens Biniakowski | 3'24"2 |
| 5    | Belgio      | Philippe Coenjaerts Émile Vercken François Prinsen Émile Langenraedt   |        |

| Pos. | Nazione        | Atleti                                                                     | Tempo  |
| ---- | -------------- | -------------------------------------------------------------------------- | ------ |
| 1    | Germania       | Otto Neumann Richard Krebs Harry Storz Hermann Engelhard                   | 3'20"8 |
| 2    | Svezia         | Björn Kugelberg Bertil von Wachenfeldt Erik Byléhn Sten Pettersson         | 3'21"2 |
| 3    | Italia         | Giacomo Carlini Luigi Facelli Guido Cominotto Ettore Tavernari             | 3'22"6 |
| 4    | Paesi Bassi    | Andries Hoogerwerf Adriaan Paulen Harry Broos Rinus van den Berge          |        |
| 5    | Cecoslovacchia | Johann Bartl Karel Kněnický Vilém Šindler Jaroslav Vykoupil                |        |
| 6    | Grecia         | Stelios Benardis Renos Frangoudis Evangelos Moiropoulos Vasilios Stavrinos |        |

| Pos. | Nazione       | Atleti                                                            | Tempo  |
| ---- | ------------- | ----------------------------------------------------------------- | ------ |
| 1    | Gran Bretagna | Roger Leigh-Wood William Craner John Rinkel Douglas Lowe          | 3'20"6 |
| 2    | Francia       | Georges Krotoff Joseph Jackson Georges Dupont René Féger          | 3'23"0 |
| 3    | Messico       | Alfonso García José Lucílo Iturbe Jesús Moraila Víctor Villaseñor | 3'23"4 |

## Finale
È ufficializzato solo il tempo del primo classificato.

Il tempo della Germania, seconda classificata, costituisce la migliore prestazione europea. Non è record ufficiale poiché la squadra non ha vinto la gara. 
| Pos.    | Nazione       | Atleti                                                             | Tempo ufficiale | Tempo ufficioso |
| ------- | ------------- | ------------------------------------------------------------------ | --------------- | --------------- |
| Oro     | Stati Uniti   | George Baird Emerson Spencer Fred Alderman Ray Barbuti             | 3'14"2          | 3'14"02         |
| Argento | Germania      | Otto Neumann Richard Krebs Harry Storz Hermann Engelhard           |                 | 3'14"08         |
| Argento | Canada        | Alex Wilson Phil Edwards Stan Glover James Ball                    |                 | 3'15"04         |
| 4       | Svezia        | Björn Kugelberg Bertil von Wachenfeldt Erik Byléhn Sten Pettersson |                 | 3'15"08         |
| 5       | Gran Bretagna | Roger Leigh-Wood William Craner John Rinkel Douglas Lowe           |                 | 3'16"04         |
| 6       | Francia       | Georges Krotoff Joseph Jackson Georges Dupont René Féger           |                 | 3'19"04         |